# Enicospilus ramidulus
Enicospilus ramidulus är en stekelart som först beskrevs av Carl von Linné 1758.  Enicospilus ramidulus ingår i släktet Enicospilus och familjen brokparasitsteklar. Arten är reproducerande i Sverige. Inga underarter finns listade i Catalogue of Life.

## Bildgalleri

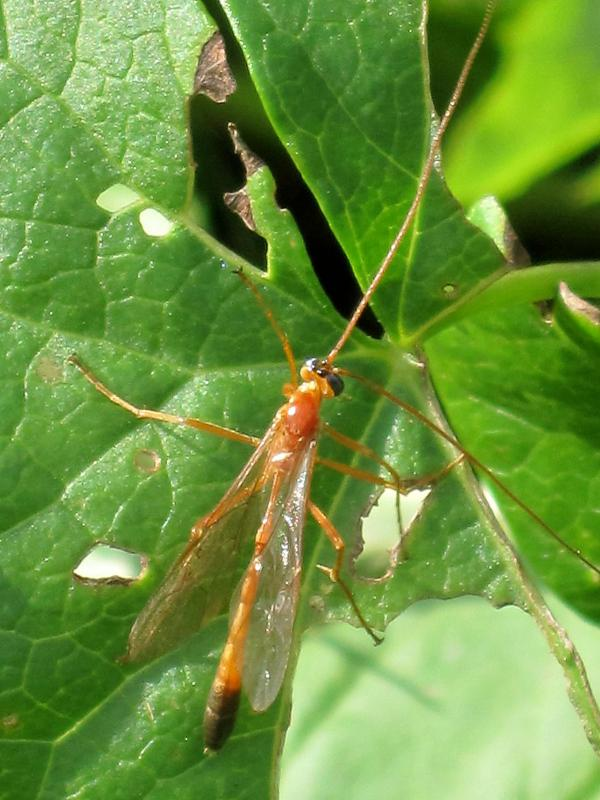
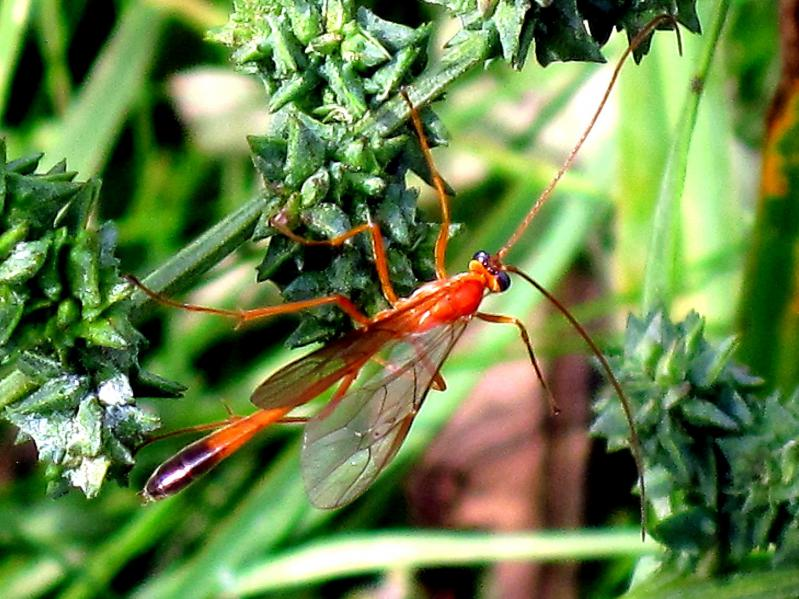